# Monoblemma cambridgei
Espèce
Synonymes
- Tetrablemma cambridgei Bryant, 1940
- Monoblemma muchmorei Shear, 1978

Monoblemma cambridgei est une espèce d'araignées aranéomorphes de la famille des Tetrablemmidae.

## Distribution
Cette espèce se rencontre à Cuba, à Porto Rico, aux îles Vierges et en Colombie.

## Description
La mâle holotype mesure 0,8 mm et la femelle 1 mm.
Le mâle décrit par Martínez en 2025 mesure 1,01 mm et la femelle 1,04 mm, les mâles mesurent de 0,98 à 1,06 mm et les femelles de 1,02 à 1,09 mm.

## Systématique et taxinomie
Cette espèce a été décrite sous le protonyme Tetrablemma cambridgei par Bryant en 1940. Elle est placée dans le genre Matta par Shear en 1978, dans le genre Caraimatta par Lehtinen en 1981 puis dans le genre Monoblemma par Martínez en 2025.
Monoblemma muchmorei a été placée en synonymie par Martínez en 2025.

## Étymologie
Cette espèce est nommée en l'honneur d'Octavius Pickard-Cambridge.

## Publication originale
- Bryant, 1940 : « Cuban spiders in the Museum of Comparative Zoology. » Bulletin of the Museum of Comparative Zoology, vol. 86, no 7, p. 247-554 (texte intégral).